# Бенн-Брек
Бенн-Брек (англ. Beinn Bhreac) — двойная вершина в горном хребте Кернгормс в Абердиншире Северной Шотландии (Великобритания) высотой 931 м над уровнем моря, расположена примерно в 11 км к северо-западу от Бремара.

## География

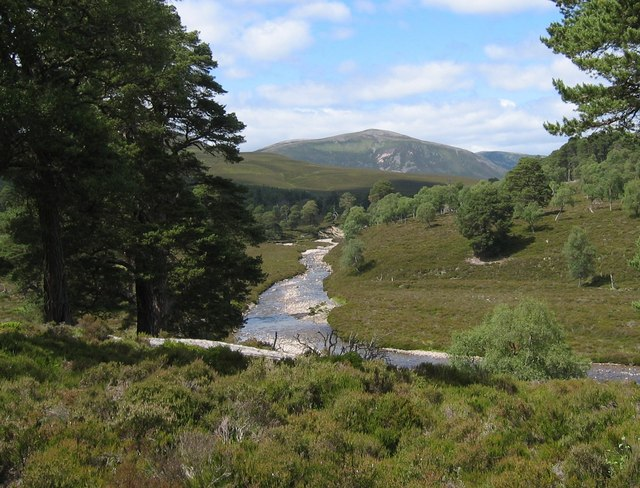
Вид на Бенн-Брек с запада

Бенн-Брек имеет высоту 931 м над уровнем моря, являясь мунро, и считается 249-й горой Шотландии. Это уединённая гора, расположенная в южной части однообразного заболоченного плато вересковой пустоши Мойн-Белайд. Имеет две вершины, восточная из которых на 4 м выше западной. Гора ограничена Даб-Гленн на востоке и Глен-Дерри на западе. Обе стороны горы крутые и местами скалистые. Умеренно наклонные склоны на его юго-западной стороне ведут вниз к Дерри-Лоджу. Мойн-Белайд простирается к северо-западу от Бенн-Брека и связывает гору с соседним пиком Бенн-а-Хаорейн. С вершины Бенн-Брек открываются панорамные виды на окружающие гиганты хребта Кернгормс, включая Бен-Макдюи, вторую по высоте гору Великобритании.

## Восхождение

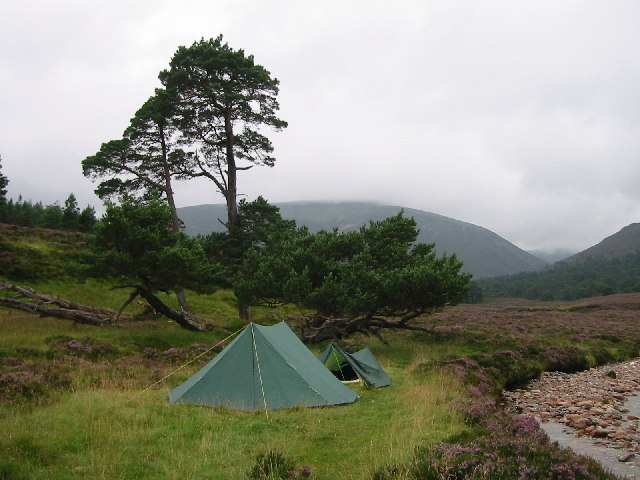
Палаточный городок. Вид на Бенн-Брек с северо-запада

Наиболее популярный маршрут восхождения на Бенн-Брек проходит от автостоянки Линн-Ди в 8 км к западу от Бремара. Маршрут следует по дороге поместья вдоль Глен-Луи на протяжении 5 км до Дерри-Лоджа: на этом отрезке маршрута можно использовать велосипеды, которые оставляют в лесу у Дерри-Лоджа и забирают на обратном пути. Затем маршрут идёт на север до Глен-Дерри на протяжении 2 км, а затем поднимается по юго-западным склонам Бенн-Брека. От плато между Милл-ан-Ландеин и Бенн-Брек начинается крутой подъём на вершину.
Другой возможный маршрут — со стороны Авимора, начиная с горнолыжного центра Керн-Горм, но для этого необходимо пересечь или обойти Керн-Горм, Лох-Эйвон, Бинн-Медойн и Бенн-а-Хаорейн, прежде чем добраться до горы. Это гораздо более долгий и трудный путь.
На Бенн-Брек часто поднимаются одновременно с подъёмом на соседнюю мунро Бенн-а-Хаорейн, которая расположена примерно в 4 км к северу.